# Volvo V40
La Volvo V40 è un'automobile berlina prodotta dalla casa automobilistica svedese Volvo e commercializzata dal 2012 al 2019.

## Profilo

### La vettura

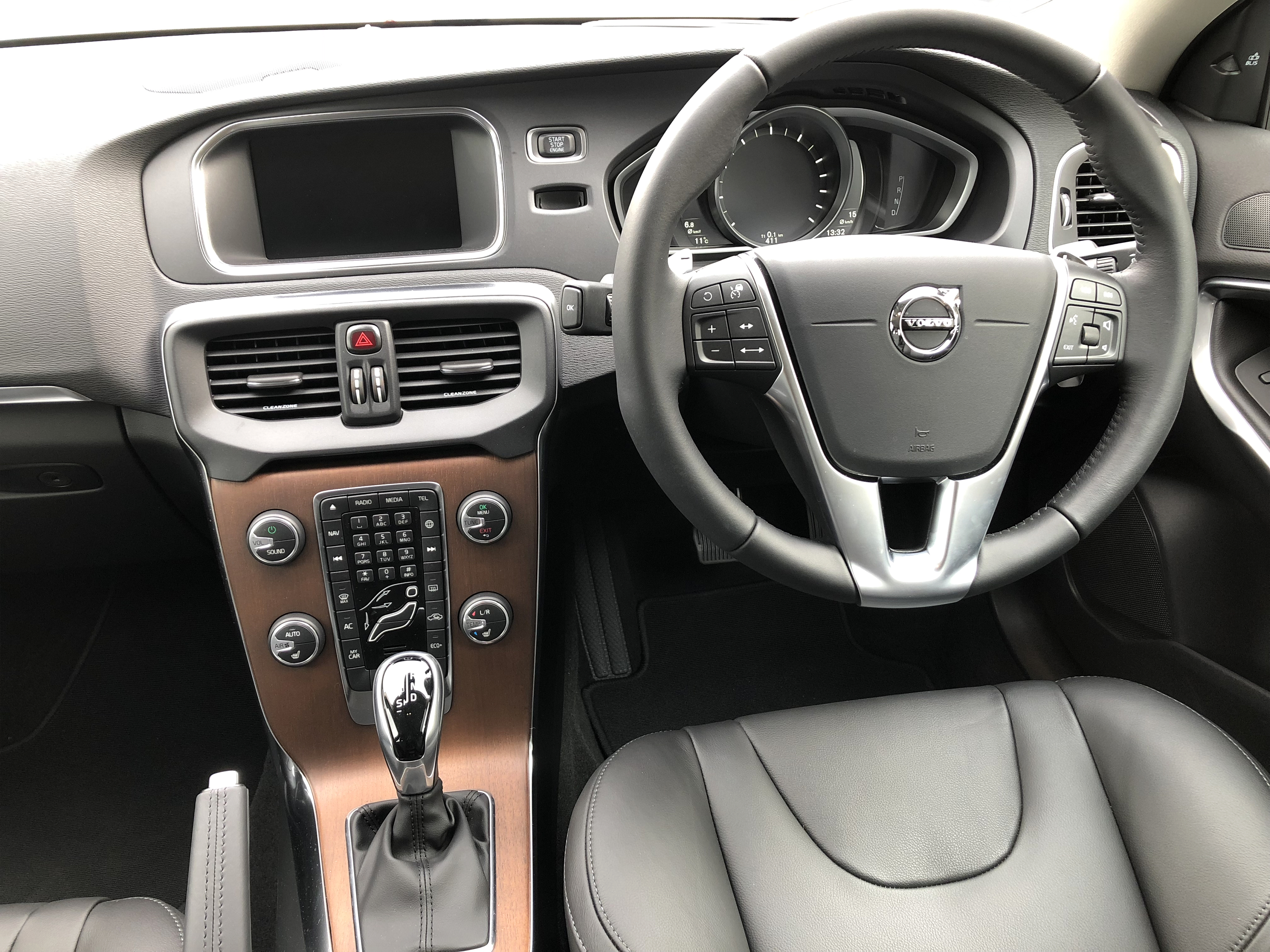
Interni

Si tratta di una berlina compatta di tipo hatchback, considerata dalla stampa di settore come di categoria "premium"; tuttavia la scelta della configurazione dei volumi della carrozzeria, caratterizzata da un consistente sbalzo dall'asse posteriore del corpo vettura, le conferisce un aspetto quasi da station wagon. È stata presentata al salone dell'automobile di Ginevra nel 2012, come sostituta della "S40/V50", ed è commercializzata da maggio 2012 in Europa e da agosto 2012 in Inghilterra. Nel 2013 si è classificata al terzo posto come Auto dell'anno. È disponibile esclusivamente a 5 porte.
Disegnata dal britannico Peter Horbury, la "V40" è stata concepita e realizzata sulla piattaforma Ford,  denominata "C1", la stessa sulla quale veniva prodotta la precedente Volvo C30 e la Ford Focus II. Rispetto alla meccanica da cui deriva, sono stati modificati il servosterzo elettrico, così come il dimensionamento delle molle elicoidali delle sospensioni indipendenti anteriori e la regolazione degli ammortizzatori idraulici.
La V40 dispone di 5 posti e di un bagagliaio da 335 litri che con lo schienale abbattuto arriva sino a 1032 litri di capacità di carico.
Particolare attenzione, come da tradizione Volvo, è stata prestata alla sicurezza passiva e attiva. Tra le dotazioni più significative, l'airbag per pedoni e ciclisti, presente per la prima volta su un'auto di serie, che consiste nell'apertura di un grande cuscino d'aria che fuoriesce verso l'alto nella zona di collegamento tra il parabrezza e il cofano motore, allo scopo di attutire l'impatto del veicolo sul pedone in caso d'urto. La vettura è anche dotata di un sistema a tecnologia laser che individua un eventuale ostacolo e aziona automaticamente i freni se il veicolo procede a una velocità inferiore a 50 km/h e la eventuale differenza di velocità con il veicolo che precede non supera i 15 km/h.

### Motorizzazioni (sino al 2015)
La gamma dei motori è la medesima degli altri modelli della casa automobilistica. Un 1.6 benzina Ford EcoBoost, disponibile in due versioni, che erogano rispettivamente 150 e 180 cavalli ed un 2.5 T5 Volvo da 254 CV. Per quanto riguarda le motorizzazioni diesel, è presente un 1.6 D2 di origine Ford-PSA che produce appena 95 g/km di CO2, da 115 CV e un 2.0 disponibile in tre versioni: il D2 da 120 CV il D3 da 150 CV ed il D4 da 177 CV, tutte disponibili con il cambio automatico Geartronic da 6 marce per il D2 e 8 per D3 e D4. Nel 2013 Volvo lancia la V40 T5, la versione più potente motorizzata con un motore turbo da 254 CV, la V40 T2, equipaggiata con lo stesso 1.6 da 110 CV della Ford Focus.
| Modello    | Commercializzazione | Motore  | Cilindrata (cm³) | Potenza         | Coppia max (N·m) | Emissioni CO2 (g/km) | 0–100 km/h (s) | Velocità max (km/h) | Consumo medio (km/l) |
| 1.6 T2     | dal 2013            | Benzina | 1596             | 88 kW (120 CV)  | 240              | 124                  | 9,0            | 205                 |                      |
| 1.6 T3     | dal 2012            | Benzina | 1596             | 110 kW (150 CV) | 270              | 125                  | 8,8            | 210                 | 18,5                 |
| 1.6 T4     | dal 2012            | Benzina | 1596             | 132 kW (180 CV) | 270              | 129                  | 7,7            | 225                 | 18,2                 |
| 1.6 T4 AWD | dal 2013            | Benzina | 1596             | 132 kW (180 CV) | 300              | 187                  | 8,7            | 210                 | 18,2                 |
| 2.5 T5     | dal 2013            | Benzina | 2497             | 187 kW (254 CV) | 360              | 194                  | 6,1            | 250                 | 12,7                 |
| 2.5 T5 AWD | dal 2013            | Benzina | 2497             | 187 kW (254 CV) | 360              | 194                  | 6,4            | 210                 | 12,7                 |
| 1.6 D2     | dal 2012 al 2015    | Diesel  | 1560             | 84 kW (115 CV)  | 270              | 88                   | 12,3           | 190                 | 29,4                 |
| 2.0 D2     | dal 2015            | Diesel  | 1969             | 88 Kw (120 CV)  | 280              | 94                   | 10,5           | 190                 | 27,8                 |
| 2.0 D3     | dal 2012            | Diesel  | 1984             | 110 kW (150 CV) | 350              | 134                  | 9,5            | 210                 | 21,1                 |
| 2.0 D4     | dal 2012            | Diesel  | 1984             | 130 kW (177 CV) | 400              | 134                  | 8,7            | 220                 | 21,1                 |

## Evoluzione

### V40 Cross Country

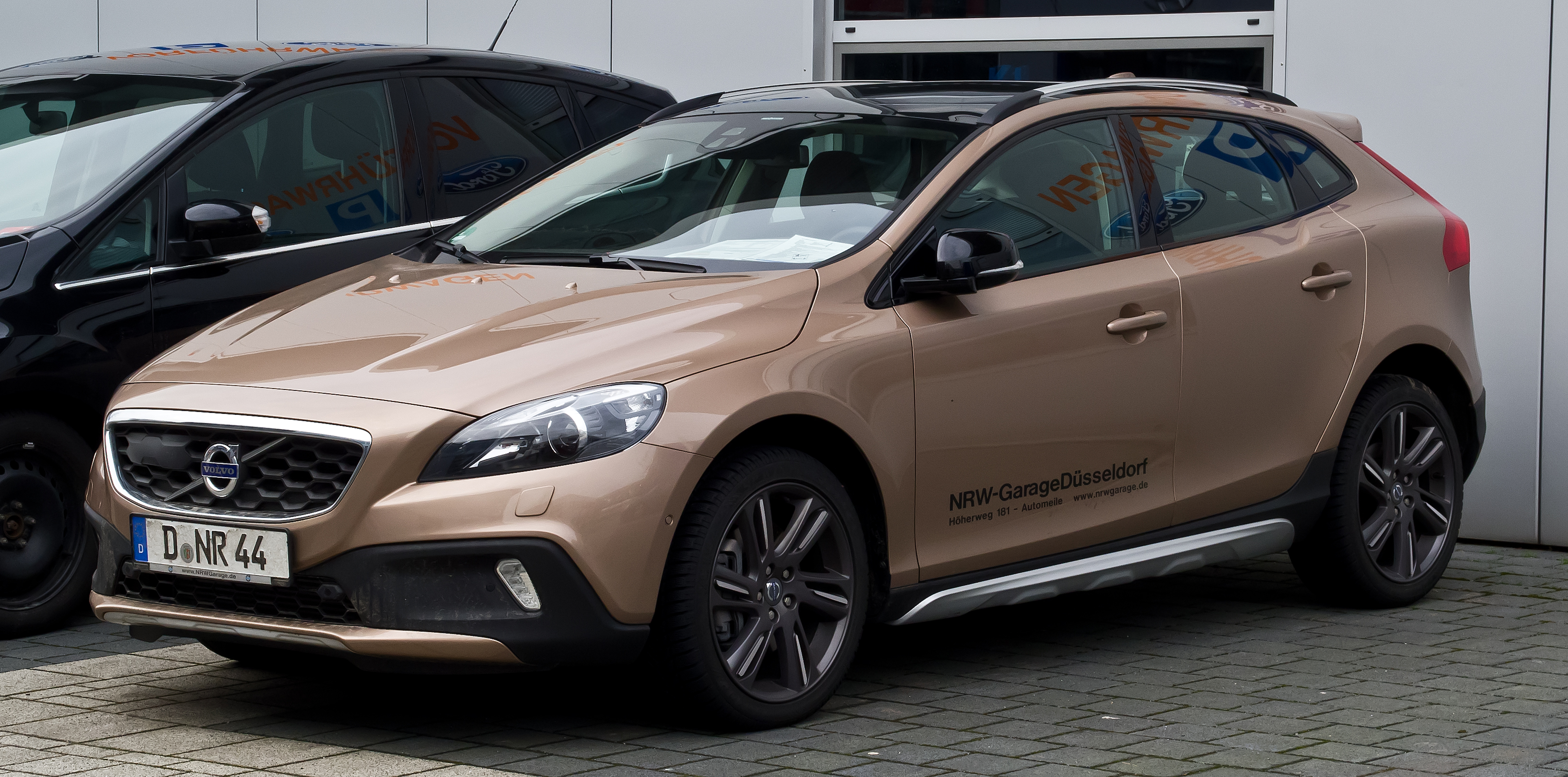
V40 Cross Country

La Volvo V40 Cross Country è la versione della gamma V40 con impostazione da SUV. È stata introdotta nel 2013 e presenta piccole modifiche estetiche: dal frontale si può notare che il paraurti anteriore è stato ridisegnato, così come la mascherina ed il paraurti posteriore. Le calotte dei retrovisori sono neri; la fiancata è caratterizzata da protezioni sottoporta nere e dalle barre portapacchi nere e cromate, mentre il telaio è leggermente rialzato.
Meccanica, prestazioni e consumi sono analoghi agli altri modelli V40, ad eccezione della versioni T4 e T5 che venivano prodotte anche a trazione integrale a giunto viscoso di tipo Haldex. Esclusivo per la T4 AWD in produzione dal 2013 al 2015, il motore 2.0 turbocompresso a 5 cilindri Volvo, a differenza delle versioni 2WD che impiegavano il 1.6 di derivazione Ford. 

### Restyling 2016

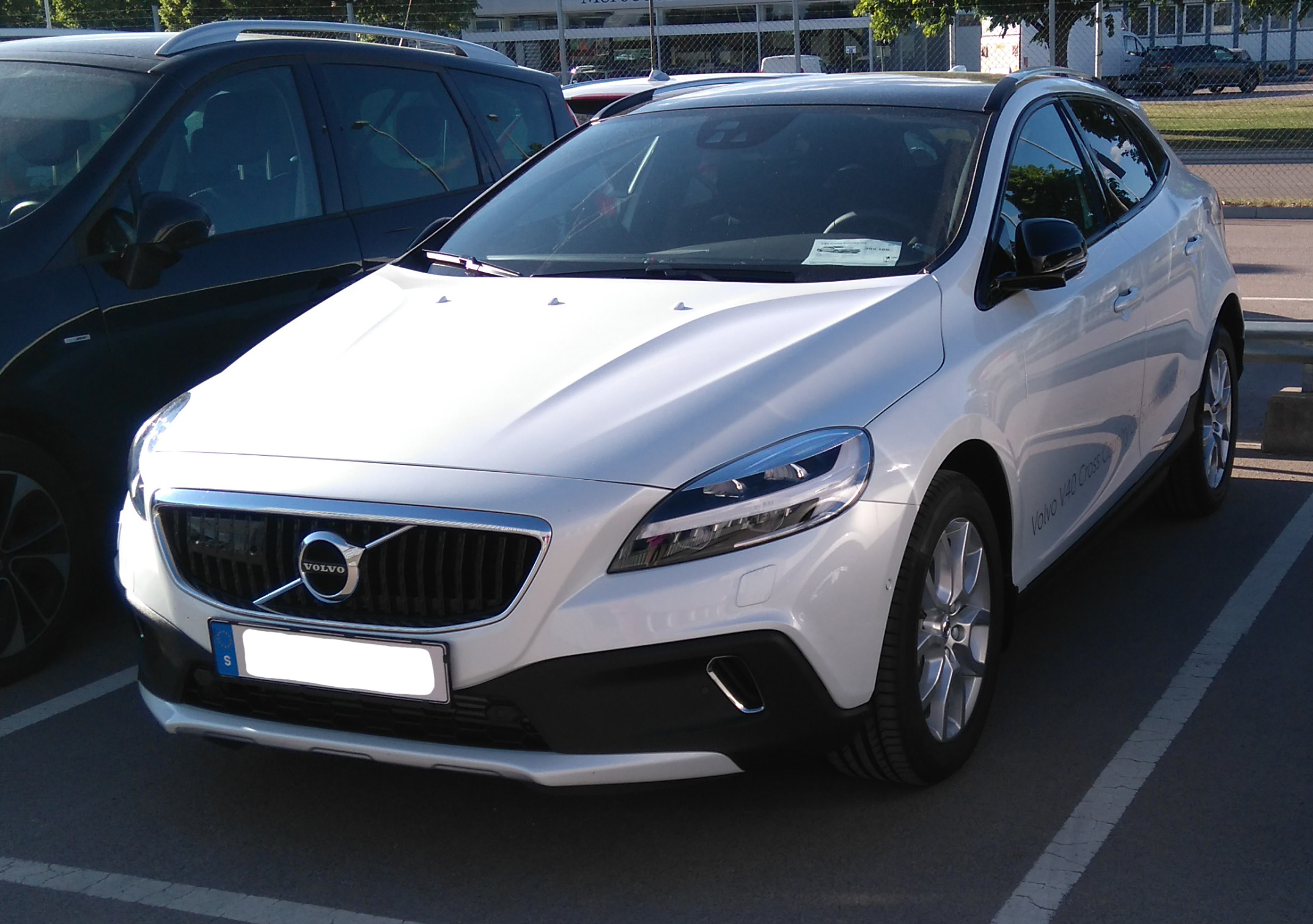
Volvo V40 Cross Country restyling 2016

Al Salone dell'auto di Ginevra 2016 è stato presentato un restyling della V40. Non vi sono stravolgimenti, ma cambia l'estetica con l'adozione di elementi per avvicinare la V40 alla nuova gamma della Volvo. La V40 presenta i nuovi tratti stilistici introdotti con la nuova Volvo XC90 come la nuova mascherina anteriore e dei nuovi fari a LED dal nuovo disegno chiamato martello di Thor.

### Propulsori e trasmissioni
In occasione del restyling, la gamma dei motori è completamente cambiata, adottando dal 2015 (M.Y. 2016) esclusivamente i nuovi motori VEA a 4 cilindri in linea, Euro 6 e interamente made in Volvo, abbandonando quindi i discussi motori PSA: i motori a benzina di base sono ora un 2 litri turbocompresso ad iniezione diretta, recupero dell'energia in frenata e sistema start&stop, ovvero il T2, con 122 CV, 152 nella versione T3 ,190 nella versione T4 e 245 nella più sportiva T5. Qualora si opti per il cambio automatico Geartronic, i propulsori T2 e T3 hanno una cilindrata ridotta a 1,5 litri ma con medesime potenza e coppia dichiarate.
I propulsori turbodiesel, aventi lo stesso basamento e la stessa cilindrata del propulsore benzina da 2 litri, sono il D2 (120 CV), il D3 (150 CV) e il D4 (190 CV) e possono essere equipaggiati anch'essi con il cambio Geartronic.
| Modello           | Commercializzazione | Motore  | Cilindrata (cm³) | Potenza         | Coppia max (N·m) |
| 1.5 T2 Geartronic | dal 2016            | Benzina | 1498             | 90 kW (122 CV)  | 220              |
| 2.0 T2            | dal 2016            | Benzina | 1969             | 90 kW (122 CV)  | 220              |
| 1.5 T3 Geartronic | dal 2016            | Benzina | 1498             | 112 kW (152 CV) | 250              |
| 2.0 T3            | dal 2016            | Benzina | 1969             | 112 kW (152 CV) | 250              |
| 2.0 T4            | dal 2016            | Benzina | 1969             | 140 kW (190 CV) | 300              |
| 2.0 T5            | dal 2016            | Benzina | 1969             | 180 kW (245 CV) | 350              |
| 2.0 D2            | dal 2016            | Diesel  | 1969             | 88 kW (120 CV)  | 280              |
| 2.0 D3            | dal 2016            | Diesel  | 1969             | 110 kW (150 CV) | 320              |
| 2.0 D4            | dal 2016            | Diesel  | 1969             | 140 kW (190 CV) | 400              |

I cambi adottati sono sostanzialmente due, ovvero il manuale a 6 marce ed il Geartronic a 6 o 8 marce, di origine giapponese (Aisin), a seconda della versione del motore. Tutti i sistemi frenanti sono a dischi autoventilanti anteriori e posteriori.

## Versioni speciali

### Volvo V40 Sport 200
La Volvo, in collaborazione con l'azienda Heico Sportiv, ha realizzato una versione speciale della V40 in 200 esemplari che saranno venduti solo sul mercato elvetico. Denominata Sport 200, si differenzia dal modello base per la presenza di diverse decalcomanie e per i quattro terminali di scarico posteriori. Le sospensioni sono state irrigidite e sono stati montati cerchi in lega da 19 pollici. La potenza erogata dal propulsore 1.6 turbo è di 200 CV. Gli interni sono stati realizzati con inserti in pelle e acciaio inox, mentre la pedaliera è in alluminio.